# Claudia Engelmann
Claudia Engelmann (* 1980 in Stendal) ist eine deutsche Politikerin (Die Linke). Von 2021 bis 2023 war sie Mitglied des Abgeordnetenhauses von Berlin.

## Leben
Claudia Engelmann wuchs in Stendal als Kind einer Arbeiterfamilie auf, die das Mädchen adoptiert hatte. In der Schulzeit war sie bei den Jungen Pionieren.
Die Auswirkungen des gesellschaftlichen Umbruchs ab Herbst 1989 und der in diesem Zusammenhang erfolgten Deutschen Wiedervereinigung führten nach eigenen Angaben zur Arbeitslosigkeit ihrer Eltern. Sie begann sich aktiv gegen Neonazis und rechte Gewalt zu engagieren und schloss sich der Punkbewegung an. Schulisch zeigten sich keine größeren Einbrüche, so dass Claudia Engelmann ihr Abitur 1998 in Tangermünde erwerben konnte. Danach leistete sie ein Freiwilliges Ökologisches Jahr.
Von 1999 bis 2001 absolvierte sie eine Ausbildung zur Einzelhandelskauffrau für Naturkost, ehe von 2001 bis 2004 ein Studium der Wirtschaftspädagogik an der Humboldt-Universität zu Berlin folgte, welches sie ohne Abschluss abbrach. Nachdem Engelmann von 2004 bis 2005 als Mitglied der Geschäftsführung einer Bio-Einkaufsgemeinschaft tätig gewesen war, absolvierte sie zwischen 2005 und 2008 ein Bachelorstudium der Sozialen Arbeit an der Alice Salomon Hochschule Berlin, gefolgt von einem Masterstudium der Praxisforschung in Sozialer Arbeit und Pädagogik ebendort (2005–2008). 2009 wurde sie wissenschaftliche Mitarbeiterin im Forschungsprojekt Partizipationschancen Jugendlicher im euromediterranen Vergleich. Von 2011 bis 2021 war Engelmann als Projektkoordinatorin tätig, u. a. für die Landesvereinigung Kulturelle Jugendbildung Berlin und den Bund Deutscher Pfadfinder_innen. Sie lernte bei dieser Tätigkeit auch den Politiker Harald Wolf kennen und trat in die Partei Die Linke ein. Sie engagierte sich in ihrem Lichtenberger Wohnumfeld und trat als Kandidatin für die Bezirksverordnetenversammlung von Lichtenberg an. Sie wurde 2016 in dieses Amt gewählt und  wirkte hier als Vorsitzende des Jugendhilfeausschusses, darüber hinaus als Mitglied der Ausschüsse Haushalt und Personal sowie Schule und Sport. Von 2016 bis 2021 war sie zudem wissenschaftliche Mitarbeiterin bei Hendrikje Klein sowie 2021 bei Marion Platta im Abgeordnetenhaus von Berlin. Bei der Wahl zum Abgeordnetenhaus von Berlin 2021 war Claudia Engelmann Direktkandidatin im Wahlkreis Lichtenberg 3, sie folgte damit auf Marion Platta, die bei den drei vorangegangenen Wahlen jeweils im Wahlkreis angetreten und gewählt worden war. Sie erhielt 24,5 % der Wählerstimmen und zog damit in das Abgeordnetenhaus ein. Im Abgeordnetenhaus wurde Engelmann Sprecherin für Sport und Queerpolitik, Mitglied in den Ausschüssen Bildung, Jugend und Familie; Gesundheit, Pflege und Gleichstellung sowie im Sportausschuss. Darüber hinaus war sie Beisitzerin des Präsidiums. Nach der Wiederholungswahl 2023 schied sie aus dem Parlament aus. Ende Februar 2023 gab sie bekannt, eine Nachzählung der Stimmen im Wahlkreis Lichtenberg 3 einzuklagen, da der CDU-Kandidat Dennis Haustein bei der Wiederholungswahl zum Abgeordnetenhaus lediglich 10 Stimmen Vorsprung hatte. Der Einspruch wurde im November 2023 durch den Verfassungsgerichtshof des Landes Berlin mit 7:1 Richterstimmen abgewiesen.
Claudia Engelmann hat mit ihrer Partnerin zwei Kinder.

## Mitgliedschaften
- ver.di
- Wurzelwerk e. V.
- Förderverein Johann Gottfried Herder Gymnasium
- Lesben leben Familie e. V.
- VVN-BdA Berlin e. V.
- 1. FC Union Berlin e. V.
- Verein der Abgeordnetenhausfraktion DIE LINKE e. V.
- Bürgerverein Fennpfuhl e. V.
- Kleingartensparte Schulzenhöhe e. V.
- Selbstbau e. G.
- Stromkreis e. G.